# Carmen Barrero Aguado
Carmen Barrero Aguado (1921- Madrid, 5 d'agost de 1939), modista de professió, va ser una de les Tretze Roses, dones espanyoles afusellades el 5 d'agost de 1939 en les tàpies exteriors del cementiri de l'Almudena després d'acabar la guerra civil, juntament amb 46 homes, acusats tots de pertànyer a les Joventuts Socialistes Unificades (JSU) o al Partit Comunista d'Espanya (PCE).

## Trajectòria
Barrero treballava des dels 12 anys, després de la mort del seu pare, per a ajudar a mantenir a la seva família ja que eren nou germans. Militant del PCE des de 1936, després de la guerra va ser la responsable femenina del partit a Madrid. Va estar treballant en tallers d'intendència a València. Detinguda després de la guerra civil va ingressar en la presó de dones de Vendes el 17 de maig de 1939.
Després de la guerra, com a responsable femenina, havia estat encarregada pels dirigents del Comitè Nacional clandestí d'elaborar un pla de treball polític destinat a les dones. En aquest pla, incorporat a la documentació de la causa, s'encoratjava la creació d'una responsable femenina en el Comitè Provincial del partit perquè organitzés les dones en els grups amb els companys; es creessin grups de tres dones almenys, encarregades de visitar les presons; assumissin les labors solidàries requerides i conscienciessin a les obreres dels drets i llibertats perduts.
El programa elaborat per Barrero la mostra com una dona interessada no només a crear espais femenins especialitzats en tasques de solidaritat i assistència, sinó també en la formació política de les militants en les pròpies unitats organitzatives del partit.
Va ser acusada en l'expedient núm. 30.426 d'un intent de complot contra el general Francisco Franco el dia de la desfilada en el primer Any de la Victòria, i d'estar implicada en l'assassinat del tinent de la Guàrdia Civil Isaac Gabaldón, la seva filla i el conductor José Luis Díez Madrigal.
Barrero va ser condemnada a mort per pertànyer al PCE i, perquè, després d'entrevistar-se amb un camarada, va treballar "en la col·lectivitat amb el Partit Comunista confeccionant un pla de treball per a la secció femenina". La sentència contemplava a altres 57 processaments per pertànyer a les JSU i al PCE. S'acusava a tots de ser responsables d'un delicte d'adhesió a la rebel·lió, previst i penat en l'article 238 del Codi de Justícia Militar, amb l'agreujant de la "transcendència dels fets i perillositat".
Es conserva l'ordre de lliurament per força públic encarregada de l'execució amb els noms de les Tretze Roses adjunta a l'expedient de Barrero. L'hora de lliurament estava fixada per a dos quarts de cinc del matí. Va ser afusellada el matí del 5 d'agost de 1939.
El seu germà Palmiro Barrero Aguado va ser afusellat en les mateixes tàpies el 8 d'abril de 1940.

## Homenatges
Com a veïna del barri madrileny de Cuatro Caminos, se la singularitza especialment en l'homenatge «Los cantos de la memoria» posat en marxa per la Casa Veïnal de Tetuan, que consisteix a deixar sota els arbres del districte còdols amb els noms d'afusellats i represaliats durant el franquisme, amb la finalitat que la gent els agafi i es pregunti sobre el que hi ha darrere d'aquests noms. Començaren per les Tretze Roses i els seus 43 companys afusellats.